# اسباب‌بازی‌های دایکستی
اسباب بازی‌های دایکستی (انگلیسی: Die-cast toy)

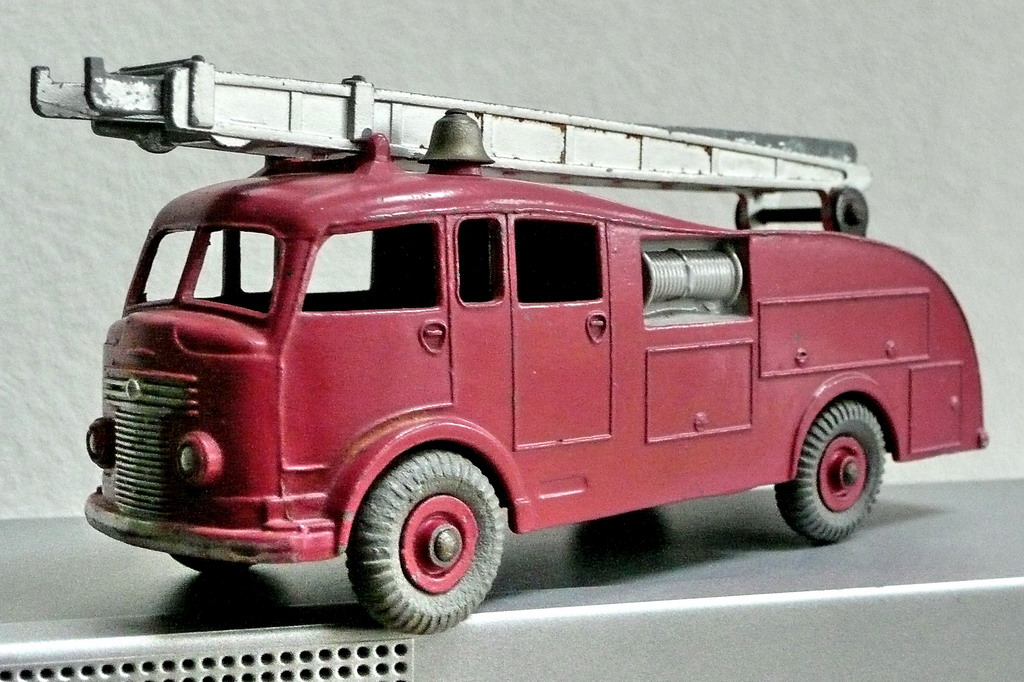
Typical early diecast toy, with multiple parts and rubber tyres, but no glazed windows

اصطلاح اسباب بازی ریخته‌گری در اینجا به هر اسباب بازی یا مدل‌های کلکسیونی تولید شده با استفاده از روش ریخته‌گری اشاره دارد. اسباب بازی‌ها از فلز ساخته شده با جزئیات پلاستیک، لاستیک، یا شیشه‌ای. اسباب بازی پلاستیکی به‌طور کامل توسط یک فرایند مشابه قالب‌گیری تزریق ساخته شده‌است، هرچند این دو به ندرت اشتباه گرفته می‌شود. فلزی که در ساخت اسباب بازی‌های نوع اول استفاده می‌شود بیشتر آلیاژ سرب، یا معمولاً Zamak (یا Mazak در UK)، آلیاژی از روی با مقادیر کمی از آلومینیوم و مس است. رایج‌ترین نوع اسباب بازی ریخته‌گری شامل مدل‌های مقیاس خودرو، هواپیما، تجهیزات ساخت و ساز، و قطار می‌باشد. اگر چه تقریباً هر چیزی را می‌توان با این روش تولید می‌شود.

## فرایند

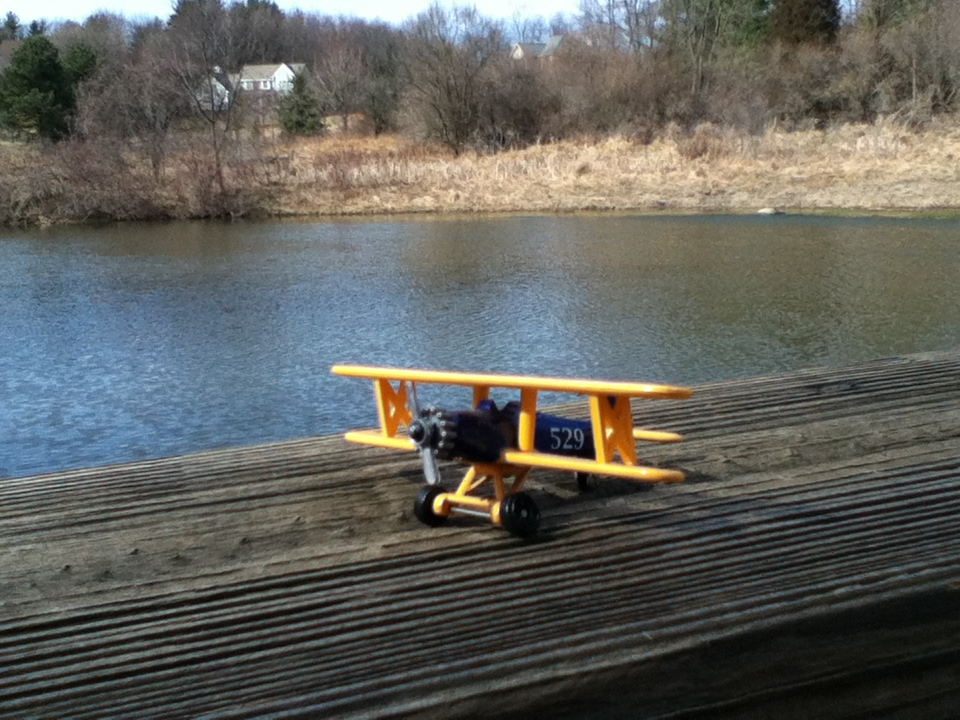
مدل دایکستی هواپیمای دوباله

فلز مورد استفاده در ریخته‌گری یا آلیاژ سرب است
(از اوایل استفاده می‌شده‌است) یا به‌طور معمول Zamak (در انگلستان Mazak نامیده می‌شود)، آلیاژ روی با مقادیر کمی آلومینیوم و مس است. سرب یا آهن شامل ناخالصی‌هایی هستند که باید از آنها اجتناب شود، زیرا باعث بدتر شدن فلزی می‌شود که معمولاً آفتروی نامیده می‌شود. اصطلاحات فلز سفید یا گلدان فلزی نیز در صورت استفاده بر روی آلیاژهای بیشتر بر پایه سرب یا آهن استفاده می‌شود. متداول‌ترین وسایل نقلیه دایکستی ساخته شده در مقیاس‌های مختلفی از اتومبیل، هواپیما، وسایل نقلیه نظامی، تجهیزات ساختمانی و قطارها هستند، اگرچه هر چیزی را می‌توان با این روش تولید کرد، مانند قطعات بازی مونوپولی، دستگیره‌های مبلمان یا آبپاش‌های فلزی باغ.

## رهبران صنعت

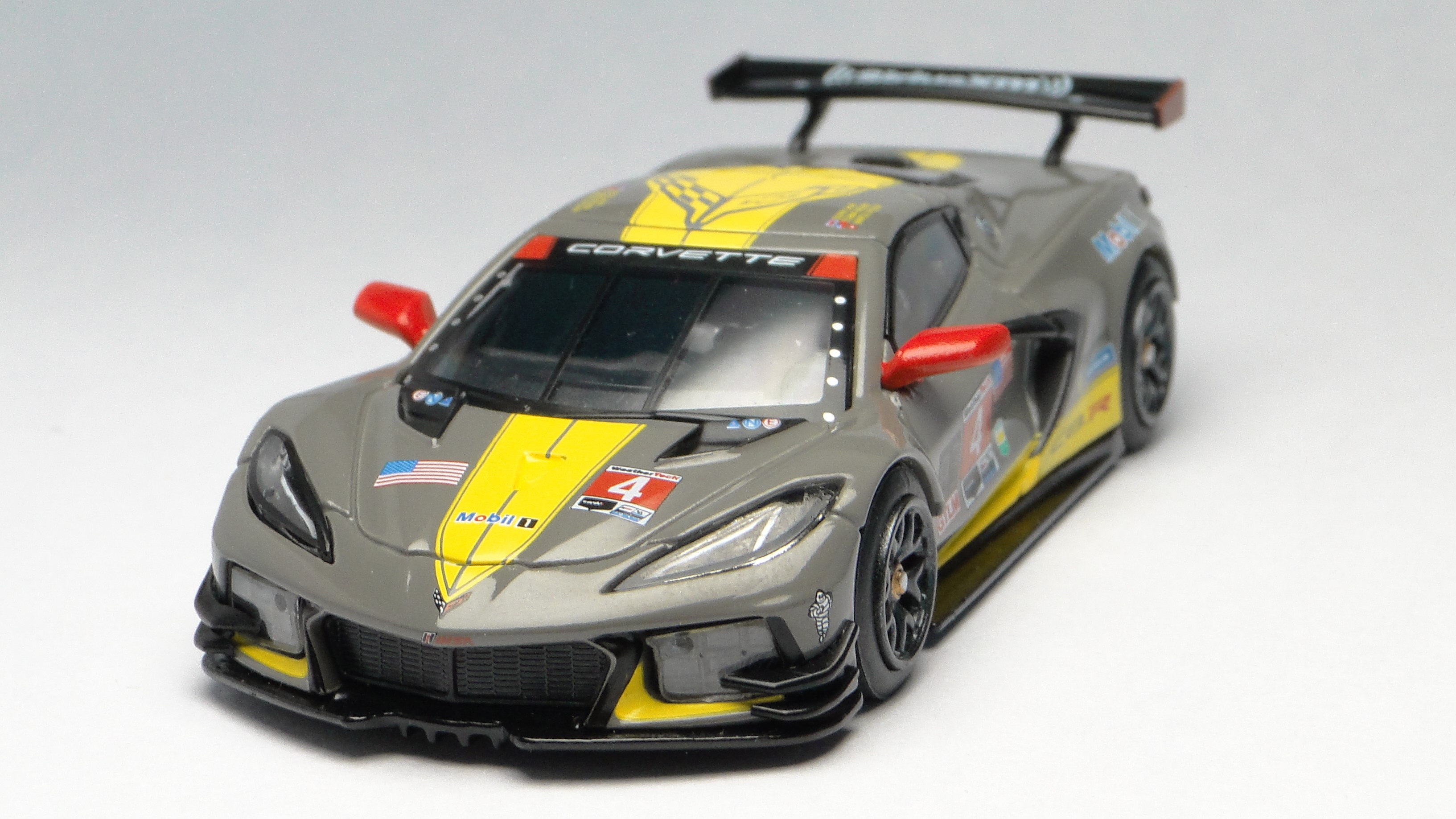
اسباب بازی GT CORVETTE C8 کوچک

اسباب بازی‌های دایکستی (ریخته‌گری) اولین بار در اوایل قرن ۲۰ توسط تولیدکنندگانی مانند Meccano (Dinky Toys) در انگلستان، Dowst Brothers (TootsieToys) در ایالات متحده و Fonderie de precision de Nanterre (Solido) در فرانسه تولید شدند. اولین مدل‌های موجود در بازار وسایلی بودند که متشکل از یک بدنه خودروی کوچک و بدون فضای داخلی بودند. در روزهای اولیه، همان‌طور که گفته شد، معمولاً ایجاد ناخالصی در آلیاژ منجر به ایجاد آفتروی می‌شد و ریخته‌گری باعث تغییر شکل‌دادن، ترک خوردگی یا خرد شدن می‌شد. در نتیجه، به سختی می‌توان اسباب بازی‌های دایکستی ساخته شده قبل از جنگ جهانی دوم یافت که در شرایط خوبی قرار داشته باشند. بعداً آلیاژ Zamak با خلوص بالا از این مشکل جلوگیری کرد.
Lesney ساخت اسباب بازی‌های دایکستی را از سال ۱۹۴۷ آغاز کرد. سری محبوب Matchbox 1-75 آنها به این دلیل نامگذاری شد که همیشه ۷۵ وسیله نقلیه مختلف در این خط وجود داشت، هر یک از آنها در یک جعبه کوچک بسته‌بندی شده بودند که شبیه موارد استفاده شده برای مسابقات است. این اسباب بازی‌ها به قدری محبوب شدند که "Matchbox" به‌طور گسترده به عنوان یک اصطلاح عمومی برای هر ماشین اسباب بازی ی دایکستی ای، صرف نظر از تولید کنندهٔ ان، مورد استفاده قرار گرفت.
محبوبیت اسباب بازی‌های دایکستی از دهه ۱۹۵۰ با افزایش جزئیات و کیفیت آنها افزایش یافت. شرکت‌های بیشتری وارد این حوزه شدند، از جمله مارک‌های موفق مانند مارک Corgi، تولید شده توسط Mettoy، مرکوری ایتالیایی، Tekno دانمارکی و Schuco و Gama Toys آلمان. Corgi Toys در سال ۱۹۵۶ ایجاد شد و پیشگام استفاده از فضای داخلی و پنجره‌ها در مدل‌های خود بود.
در سال ۱۹۶۸، Hot Wheels توسط Mattel در ایالات متحده ایجاد شد تا به این شکایت رسیدگی کند که هیچ خط اسباب بازی برای پسران ندارند و نتوانسته‌است تعادل بین عروسک‌های باربی دختران و پسران داشته باشد. از آنجا که اتومبیل‌های دایکستی آنها سریع به نظر می‌رسیدند و سریع بودند (مجهز به چرخ / محور کم اصطکاک)، اتومبیل‌های دایکستی Hot Wheels به سرعت به محبوب‌ترین در بازار اسباب بازی‌ها تبدیل شد و به یکی از فروشندگان برتر جهان تبدیل شد و محبوبیت Matchbox را به چالش کشید.
از سال ۲۰۰۹، تالار مشاهیر طراحان دایکست، مدیران صنعت و سایر افرادی را که سهم عمده ای در صنعت داشته‌اند را، جذب خود می‌کند.

## تبلیغاتی
اگرچه تبلیغات از سال ۱۹۳۴ توسط Meccano (Dinky Toys) مورد استفاده قرار گرفته بود، اما در طی دهه ۱۹۶۰ شرکت‌های جدید شروع به استفاده از وسایل نقلیه مخصوص محصولات تبلیغاتی کردند. این ایده که فرزندان نقش زیادی در تصمیمات خرید یک خانواده دارند، مهم بود. این واقعیت نیز وجود دارد که کودکان برای خرید محصولی بزرگ شده‌اند که در جوانی در معرض آن قرار گرفته‌اند. وسایل نقلیه Matchbox به‌طور ملایم انواع محصولات عمده انگلیسی مانند چرخ خیاطی، چای تتلی کوکاکولا را تبلیغ می‌کردند. با گذشت زمان، شرکت‌هایی مانند مک دونالد، سیرز ریبوک، کداک و تکساکو به تولیدکنندگان اسباب بازی سفارش دادند مدل‌های تبلیغاتی با نام و نشان خود را تولید کنند یا استفاده از آنها را مجوز دهد. یکی از نمونه‌های اولیه اتوبوس American Airlines London توسط Matchbox بود، ایده ای که برخی دیگر از شرکت‌های هواپیمایی سریعاً از آن استفاده کردند.

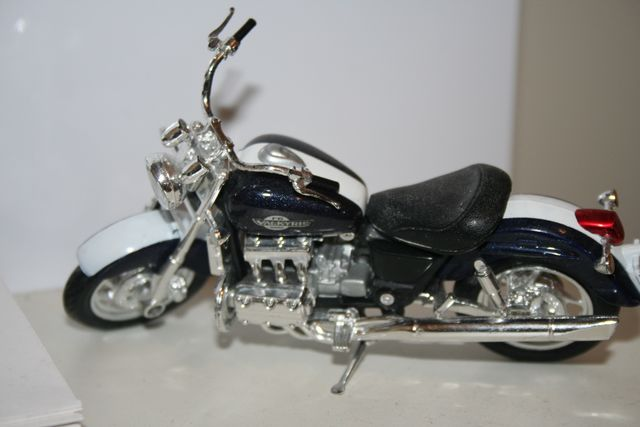
مدل دایکستی Honda Valkyrie در مقیاس ۱:۲۴

از اواسط دهه ۱۹۷۰، کامیون‌ها و سایر وسایل نقلیه تجاری محبوبیت زیادی پیدا کردند. Matchbox با شروع مجدد با مدل‌های محدود گذشته خود، روند را آغاز کرد. آنها تعدادی از نسخه‌های مختلف وانت Y-12 Ford Model T خود را به همراه کامیون‌های دیگر در رنگ‌ها و مدل‌های رنگارنگ مانند کوکاکولا، خردل کلمن و نمک Cerebos ساختند. آنها همچنین نسخه‌های تبلیغاتی برای Smith's Crisps (چیپس‌های سیب زمینی) و فروشگاه بزرگ Harrods ساخت اند. برخی از مدل‌ها منحصراً برای بازارهای خاصی ساخته شداند و بلافاصله در جاهای دیگر بسیار گران‌قیمت به فروش می‌رسیدند، برای نمونه مانند:

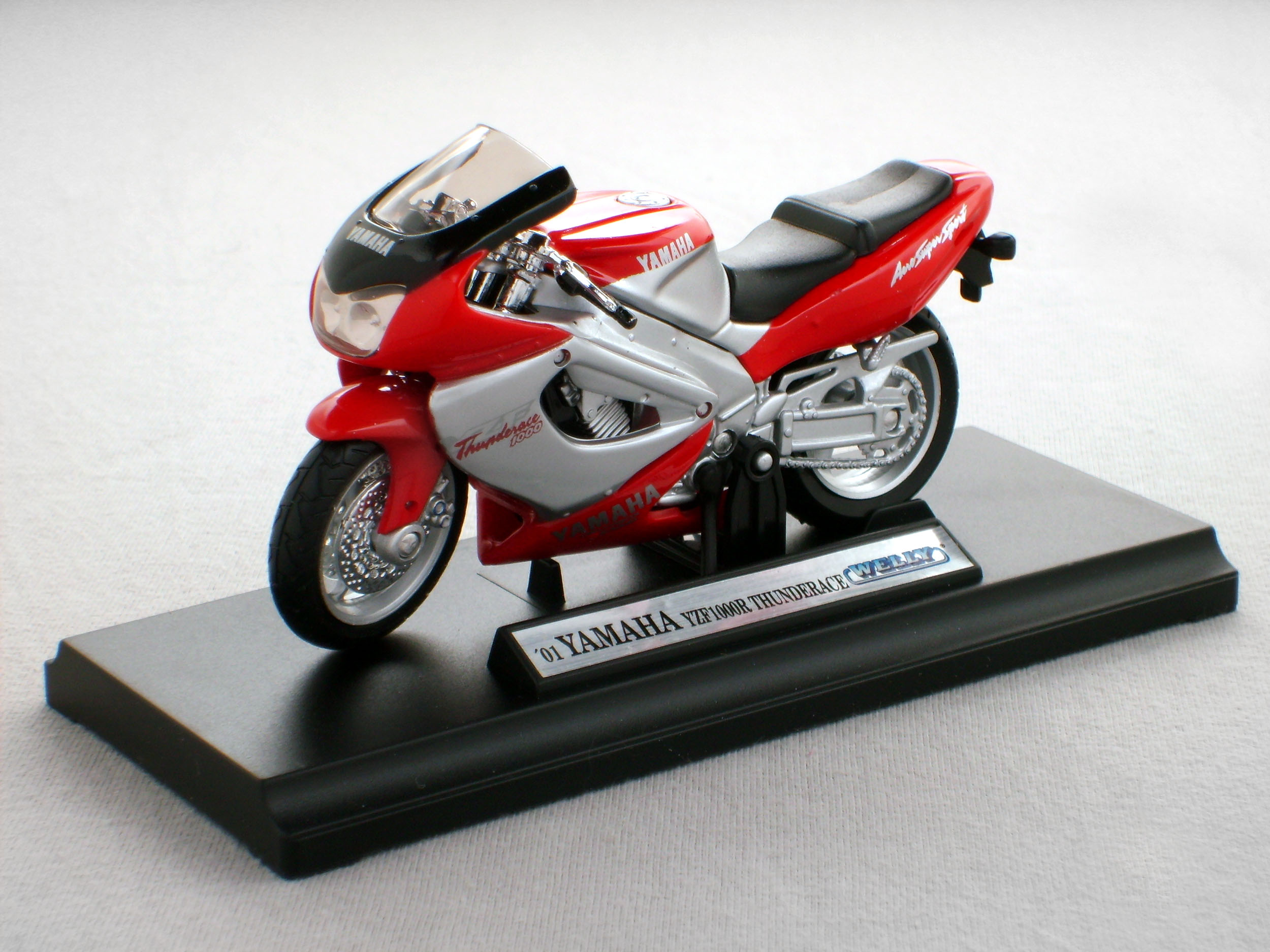
A die cast Yamaha motorcycle model in 1:18 scale

بیسکویت Arnott (استرالیا) و Sunlight Seife (صابون، آلمان).
Corgi این ایده را کپی کرد وقتی آنها در اواسط دهه ۱۹۸۰ خط Corgi Classics را گسترش دادند و بیش از ۵۰ نسخه از ون Thornycroft متعلق به دهه ۱۹۲۰ تولید کردند. Corgi همچنین صدها نسخه از اتوبوس Routemaster در مقیاس ۱/۶۴ را در دهه ۱۹۸۰ و ۱۹۹۰ تولید کرد. بسیاری از نسخه‌ها ساخته شدند تا به‌طور انحصاری در فروشگاه‌های تبلیغاتی از طرف اتوبوسدارها به فروش برسند.